# Mai 1994
Portal Geschichte | Portal Biografien | Aktuelle Ereignisse | Jahreskalender | Tagesartikel

◄ |
19. Jahrhundert |
20. Jahrhundert
| 21. Jahrhundert

◄ |
1960er |
1970er |
1980er |
1990er
| 2000er | 2010er | 2020er | ►

◄ |
1990 |
1991 |
1992 |
1993 |
1994
| 1995 | 1996 | 1997 | 1998 | ►

◄ |
Februar 1994 |
März 1994 |
April 1994 |
Mai 1994 |
Juni 1994 |
Juli 1994 |
August 1994 |
►
Dieser Artikel behandelt aktuelle Nachrichten und Ereignisse im Mai 1994.

## Tagesgeschehen

### Sonntag, 1. Mai 1994
- Bologna, Imola/Italien: Der beim Großen Preis von San Marino heute verunglückte Formel-1-Fahrer Ayrton Senna verstirbt auf dem Weg vom Autodromo Enzo e Dino Ferrari ins Krankenhaus. Der dreimalige Fahrer-Weltmeister aus Brasilien war ein Sympathieträger in der Welt des Motorsports. Ob die Rennleitung eine Teilschuld an Sennas Unfalltod trägt, bleibt zunächst offen.[1]

### Dienstag, 3. Mai 1994
- Den Haag/Niederlande: Die Regierungsparteien Christlich-Demokratischer Aufruf (CDA) und Partei der Arbeit (PvdA) verlieren bei der Wahl zur Abgeordnetenkammer des Parlaments insgesamt 32 Sitze und büßen ihre gemeinsam geformte absolute Mehrheit in der Kammer ein. Über die Zusammensetzung der neuen Regierung kann in der Wahlnacht keine Aussage getroffen werden, da das beste Parteienergebnis, erzielt von der PvdA, bei nur circa 23 % der gültigen Stimmen liegt.[2]
- New York/Vereinigte Staaten: Der von den Vereinten Nationen ins Leben gerufene Internationale Tag der Pressefreiheit wird erstmals begangen.[3]

### Mittwoch, 4. Mai 1994
- Kairo/Ägypten: Durch das Gaza-Jericho-Abkommen entstehen die Palästinensischen Autonomiegebiete, deren Verwaltung in die Hände einer Autonomiebehörde übergehen soll. Ministerpräsident Jitzchak Rabin unterzeichnet das „Abkommen über die palästinensische Teilautonomie im Gazastreifen und im Gebiet von Jericho“ für Israel  und Jassir Arafat für die Palästinensische Befreiungsorganisation.[4]
- Kopenhagen/Dänemark: Der Arsenal FC aus London gewinnt den Fußball-Europapokal der Pokalsieger durch einen 1:0-Finalsieg gegen den AC Parma.[5]

### Donnerstag, 5. Mai 1994

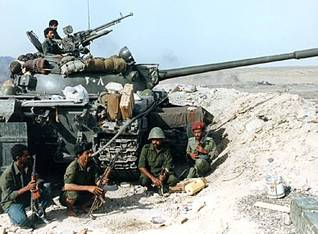
Der Jemen zerbricht

- Sanaa/Jemen: Die trotz der Vereinigung von Jemenitischer Arabischer Republik (JAR) und Demokratischen Volksrepublik Jemen (DVJ) im Jahr 1990 bisher nicht vereinten Streitkräfte stehen sich an der ehemaligen Grenze der beiden Staaten kampfbereit gegenüber und die Truppen der ehemaligen JAR überschreiten heute die Linie, um Unabhängigkeitsbestrebungen in der ehemaligen DVJ zu unterbinden. Präsident Ali Abdullah Salih von der Partei Allgemeiner Volkskongress erklärt einen 30-tägigen Notstand.[6][7]

### Samstag, 7. Mai 1994
- München/Deutschland: Der FC Bayern München wird durch einen 2:0-Sieg gegen den FC Schalke 04 am letzten Spieltag Deutscher Fußballmeister 1994.[8]

### Sonntag, 8. Mai 1994
- Budapest/Ungarn: Nach der ersten Runde der Wahl zum Parlament steht die Niederlage des seit 1990 regierenden Demokratischen Forums mit dem aktuellen Ministerpräsidenten Péter Boross an der Spitze fest. Seine Partei könnte über einhundert Mandate verlieren, während die vor vier Jahren abgewählten Sozialisten ein starkes Comeback in der Wählergunst feiern. Die zweite Runde findet am 29. Mai statt.[9]
- Mailand/Italien: Kanada wird Eishockey-Weltmeister durch einen 2:1-Sieg gegen Finnland.[10]

### Dienstag, 10. Mai 1994
- Bern/Schweiz: Der Servette FC Genève gewinnt 4:1 beim Berner SC Young Boys und wird Schweizer Fussballmeister 1994.[11]
- Fulton County/Vereinigte Staaten: Bei der ringförmigen Sonnenfinsternis ist von der Siedlung Wauseon in Ohio aus gesehen die Sonne am längsten vom Mond bedeckt.[12]
- Pretoria/Südafrika: Der bis Februar 1990 inhaftierte Politiker des Afrikanischen Nationalkongresses Nelson Mandela wird als erster nicht-europider Präsident der seit 1961 unabhängigen Republik Südafrika vereidigt. Die Bevorzugung der europiden Minderheit in dem Land wurde inzwischen gesetzlich revidiert. In seiner Antrittsrede wünscht sich Mandela, dass Südafrika eine „Regenbogennation im Frieden mit sich selbst“ werde.[13]

### Mittwoch, 11. Mai 1994

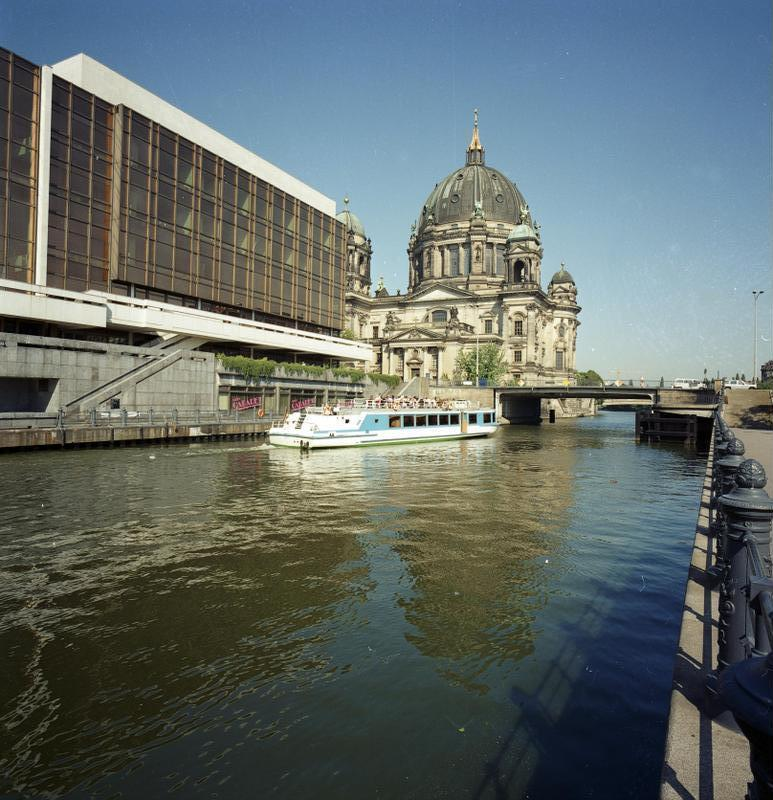
Der Palast der Republik soll abgerissen werden, der Berliner Dom bleiben und ein Schloss kommen

- Berlin/Deutschland: Der städtebauliche Ideenwettbewerb „Spreeinsel“ endet. Das Areal im Bezirk Mitte soll nach Beschluss der Jury gemäß den Plänen von Bernd Niebuhr neugestaltet werden. Der Architekt fordert den Abriss sämtlicher Bauwerke der DDR-Zeit einschließlich des Palasts der Republik sowie die Wiederherstellung des Berliner Stadtschlosses.[14]
- Mailand/Italien: Inter Mailand gewinnt den Fußball-UEFA-Cup nach einem 1:0 im Final-Rückspiel gegen den SV Casino Salzburg.[15]

### Donnerstag, 12. Mai 1994
- Aachen/Deutschland: Der Karlspreis wird an die norwegische Ministerpräsidentin Gro Harlem Brundtland übergeben für ihr Engagement für Europa, soziale Gerechtigkeit und den Schutz der Umwelt.[16]

### Samstag, 14. Mai 1994
- Berlin/Deutschland: Der SV Werder Bremen gewinnt gegen den Zweitligisten Rot-Weiss Essen im Finale des DFB-Pokals der Männer mit 3:1.[17]
- Budapest/Ungarn: Die Handballerinnen von Hypo Südstadt aus Maria Enzersdorf gewinnen gegen Vasas Budapest das Finalrückspiel der EHF Champions League mit 25:21 und sind damit zum fünften Mal Europapokalsiegerinnen der Landesmeister.[18]

### Sonntag, 15. Mai 1994
- Bern/Schweiz: Der Grasshopper Club Zürich gewinnt das Final im Schweizer Cup der Fussballer mit 4:0 gegen den FC Schaffhausen.[19]

### Mittwoch, 18. Mai 1994
- Athen/Griechenland: Der AC Mailand gewinnt die Fußball-Champions-League durch einen 4:0-Finalsieg gegen den FC Barcelona.[20]
- Paris/Frankreich: Mexiko wird 25. Mitgliedstaat der Organisation für wirtschaftliche Zusammenarbeit und Entwicklung.[21]

### Donnerstag, 19. Mai 1994
- Wien/Österreich: Bei der 5. Verleihung des Fernsehpreises Romy zeichnet die Jury den 73-jährigen deutschen Schauspieler und Showmaster Hans-Joachim Kulenkampff mit der „Platin Romy“ für das Lebenswerk aus.[22]

### Freitag, 20. Mai 1994
- Washington, D.C./Vereinigte Staaten: Österreich hinterlegt bei der US-Regierung seine Beitrittsurkunde zum Internationalen Übereinkommen zur Regelung des Walfangs.[23]

### Samstag, 21. Mai 1994
- Aden/Jemen: Der Vizepräsident des Landes Ali Salim al-Baidh (Sozialistische Partei) proklamiert über den Rundfunkveranstalter „Aden Radio“ die Wiederherstellung der Demokratischen Volksrepublik Jemen, die 1990 aufgelöst wurde, mit der Hauptstadt Aden.[24]

### Montag, 23. Mai 1994

Der beste Film im Wettbewerb von Cannes

- Bonn/Deutschland: Die Bundesversammlung wählt Roman Herzog (CDU) zum Bundespräsidenten. Die Unionsparteien nominierten ihn auch deshalb, weil sie aus eigener Kraft niemanden ins Amt wählen können und die FDP ihre Unterstützung für einen liberalen CDU-Kandidaten signalisierte.[25]
- Cannes/Frankreich: Der Film Pulp Fiction des amerikanischen Regisseurs Quentin Tarantino wird bei den 47. Internationalen Filmfestspielen mit der Palme d’or ausgezeichnet.[26]
- Hamburg/Deutschland: Die Evangelische Kirche in Deutschland zeigt sich „fassungslos“ über die Entscheidung des Bundestags, den Buß- und Bettag zur Einführung der Pflegeversicherung als gesetzlichen Feiertag abzuschaffen, damit Arbeitgeber für ihren anteiligen Beitrag zu dieser Sozialversicherung entschädigt werden. Oberkirchenrat Gerd Heinrich bilanziert: „Ein Feiertag wird als Ware eingesetzt.“[27]
- Mekka/Saudi-Arabien: Beim Besuch der Kaaba, des wichtigsten Heiligtums des Islam, werden in einer Massenpanik 270 Pilger totgetreten.[28]

### Dienstag, 24. Mai 1994
- Bonn/Deutschland: Der nordrhein-westfälische Landesverband der Jungen Union (JU NRW) ruft als erste Organisation im deutschsprachigen Raum zum Boykott von Tankstellen des Unternehmens Royal Dutch Shell auf. Als Begründung gibt die JU NRW an, dass Shell mit der geplanten Versenkung der „Bohrinsel“ Brent Spar, die eigentlich ein Öltank ist, „130 t öl- und arsenhaltige Schlämme in der Nordsee versenken“ werde.[29]

### Mittwoch, 25. Mai 1994
- Meyrin/Schweiz: In der Forschungseinrichtung CERN wird die erste internationale Konferenz zum World-Wide Web eröffnet. Das CERN wurde als Schauplatz gewählt, weil Tim Berners-Lee in diesem Institut 1990 den ersten Webbrowser entwickelte. Er trug den Namen WorldWideWeb.[30]

### Freitag, 27. Mai 1994

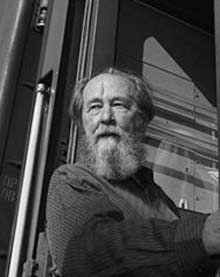
Alexander Solschenizyn

- Magadan/Russland: Der Schriftsteller Alexander Solschenizyn kehrt nach 20 Jahren im Exil in den Vereinigten Staaten nach Russland zurück, um seinen Lebensabend in seinem Heimatland zu verbringen. Der Literatur-Nobelpreisträger veröffentlichte 1973 den Roman Der Archipel Gulag über die systematische Ermordung von Millionen Menschen in sowjetischen Arbeitslagern während der Stalinschen Säuberungen.[31]

### Sonntag, 29. Mai 1994
- Bagdad/Irak: Der Revolutionäre Kommandorat überträgt dem seit 1979 diktatorisch regierenden Staatspräsidenten Saddam Hussein von der Baath-Partei das Amt des Regierungschefs. Begründet wird der Schritt mit den ökonomischen Problemen des Landes.[32]
- Budapest/Ungarn: Die Nachfolgepartei (MSZP) der im sozialistischen Ungarn für Jahrzehnte konkurrenzlosen Sozialistischen Arbeiterpartei steht nach der zweiten Runde der Wahl zum Parlament als stärkste Kraft fest. Selbst ihr Spitzenkandidat Gyula Horn zeigt sich vom Ergebnis überrascht: der MSZP steht die absolute Mehrheit der Parlamentssitze zu.[33]

### Montag, 30. Mai 1994
- Brüssel/Belgien: Eine Richtlinie des Europäischen Rates vereinheitlicht die Umstellungsdaten von Sommerzeit zu Normalzeit und zurück in allen Mitgliedstaaten der Europäischen Gemeinschaften. Ab 1996 rückt deswegen in Deutschland und Österreich der Termin für die Umstellung auf die Winterzeit vom September in den Oktober.[34]

### Dienstag, 31. Mai 1994

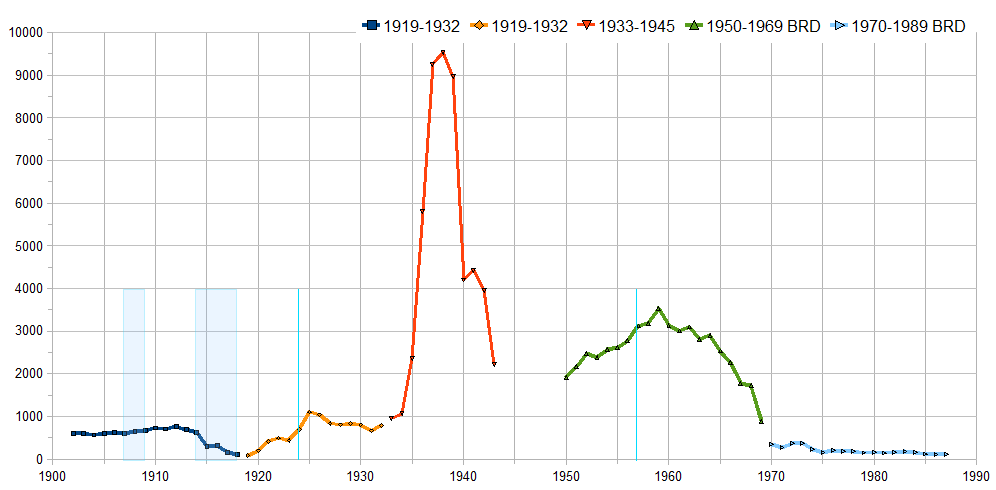
Verurteilungen homosexueller Männer zwischen 1902 und 1987

- Bonn/Deutschland: Der Bundestag beschließt die Streichung des § 175 im deutschen Strafgesetzbuch, der allerdings nur im Bundesgebiet ohne das Beitrittsgebiet vom Oktober 1990 gilt und eine bis zu fünfjährige Freiheitsstrafe für Unzucht zwischen Männern vorsieht. § 175 existierte in ähnlicher Form schon im Reichsstrafgesetzbuch von 1872. Des Weiteren soll das Schutzalter für einwilligungsfähige sexuelle Handlungen generell auf 14 Lebensjahre festgelegt werden.[35]